# Tischtennis-Europameisterschaft 1988
Die 16. Tischtennis-Europameisterschaft fand vom 19. bis 27. März 1988 in Paris statt. Gespielt wurde in der Sportarena Palais Omnisports de Paris-Bercy.
Bei den Herren dominierte Schweden, das den Mannschaftswettbewerb gewann sowie mit Mikael Appelgren im Einzel und Mikael Appelgren/Jan-Ove Waldner im Doppel weitere Titel holte. Hinzu kommen noch Bronzemedaillen im Einzel und Doppel. Europameisterin im Einzel wurde Fliura Bulatowa aus der UdSSR, nachdem wie bei den beiden letzten Europameisterschaften jeweils Zweite wurde. Auch den Teamwettbewerb gewannen die Damen der UdSSR. Die Goldmedaille im Damendoppel ging an Ungarn mit Csilla Bátorfi/Edit Urbán, im Mixed siegte das jugoslawische Paar Ilija Lupulesku/Jasna Fazlić.
Erfolgreichster Deutscher war Jörg Roßkopf, er erreichte im Einzel das Halbfinale. Ins Viertelfinale gelangten Olga Nemes im Einzel und im Doppel mit Katja Nolten sowie Jörg Roßkopf/Steffen Fetzner im Herrendoppel.

## Austragungsmodus Mannschaften
Es traten 24 Herren- und 26 Damenteams an.
Es wurde nach dem gleichen Modus wie bei der vorherigen EM 1986 gespielt. Die Mannschaften spielten in zwei Leistungskategorien, Kategorie 1 und die niedrigere Kategorie 2, wobei die Kategorieneinteilung unter Berücksichtigung der Auf- und Absteiger der vorherigen Europameisterschaft 1986 zugrunde gelegt wurde. In jeder der beiden Kategorien spielten jeweils zwei Gruppen mit mindestens sechs Teams im Modus Jeder gegen Jeden. Die beiden Tabellenersten und -zweiten aus Kategorie 1 spielten um die Plätze 1 bis 4, die Dritten und Vierten um die Plätze 5 bis 8 sowie die Fünften und Sechsten um die Plätze 9 bis 12. Analog spielten die beiden Tabellenersten und -zweiten aus Kategorie 2 um die Plätze 13 bis 16 usw.
In den Platzierungsspielen um Rang 1 bis 4 spielte der Erste aus Gruppe A gegen den Zweiten aus Gruppe B. Die Sieger kämpften um die Europameisterschaft, die Verlierer um Platz 3 und 4. Analog wurden die weiteren Plätze ausgespielt. Ein Mannschaftskampf wurde nach dem Swaythling-Cup-System für Dreiermannschaften ausgetragen.
Die beiden Ersten der Kategorien 2 kämpfen um die Plätze 13 bis 16. Platz 13 und 14 berechtigen zum Aufstieg in die höhere Kategorie 1 bei der nächsten Europameisterschaft. Analog ermitteln die die Vorletzten und Letzten aus Kategorie 1 den Absteiger: Sie spielen die Plätze 9 bis 12 aus, wobei der Elfte und Zwölfte bei der nächsten EM in Kategorie 2 spielen muss.
Ein ähnliches System mit zwei Kategorien war für die Damen vorgesehen, die jeweils aus Zweiermannschaften bestand und nach dem Swaythling-Cup-System spielten, also mit vier Einzeln und einem Doppel.
|       | Kategorie 1 | Kategorie 1 | Kategorie 2  | Kategorie 2 |
| Platz | Gruppe A    | Gruppe B    | Gruppe A     | Gruppe B    |
| ----- | ----------- | ----------- | ------------ | ----------- |
| 1.    | Schweden    | England     | Österreich   | Finnland    |
| 2.    | UdSSR       | Ungarn      | Niederlande  | Türkei      |
| 3.    | Polen       | Jugoslawien | Italien      | Dänemark    |
| 4.    | Deutschland | ČSSR        | Schweiz      | Norwegen    |
| 5.    | Belgien     | Frankreich  | Griechenland | Schottland  |
| 6.    | Rumänien    | Bulgarien   | Luxemburg    | Wales       |

|       | Kategorie 1 | Kategorie 1 | Kategorie 2  | Kategorie 2 |
| Platz | Gruppe A    | Gruppe B    | Gruppe A     | Gruppe B    |
| ----- | ----------- | ----------- | ------------ | ----------- |
| 1.    | UdSSR       | ČSSR        | Schweden     | Italien     |
| 2.    | Jugoslawien | Niederlande | Belgien      | Finnland    |
| 3.    | Deutschland | Ungarn      | Norwegen     | Spanien     |
| 4.    | England     | Frankreich  | Österreich   | Schweiz     |
| 5.    | Rumänien    | Polen       | Griechenland | Schottland  |
| 6.    | Dänemark    | Bulgarien   | Portugal     | Türkei      |
| 7.    |             |             | Wales        | Malta       |

Aufstieg
1. 1 2 3 4  Aufsteiger in Kategorie 1, da in den Platzierungsspielen 13. bzw. 14. Platz

Abstieg
1. 1 2 3 4  Absteiger aus Kategorie 1 in Kategorie 2, da in den Platzierungsspielen Elfter bzw. Zwölfter.

|                  | Herren                            | Herren  | Damen                                  | Damen |
| ---------------- | --------------------------------- | ------- | -------------------------------------- | ----- |
| Halbfinale       | Schweden – Ungarn England – UdSSR | 5:1 5:4 | ČSSR – Jugoslawien UdSSR – Niederlande | 3:1   |
| Endspiel         | Schweden – England                | 5:3     | UdSSR – ČSSR                           | 3:1   |
| Spiel um Platz 3 | UdSSR – Ungarn                    | 5:2     | Niederlande – Jugoslawien              | 3:1   |

## Abschneiden der Deutschen
Cheftrainer der deutschen Delegation war der Franzose Charles Roesch. Istvan Korpa trainierte die Frauen.

### Herrenmannschaft
Die deutsche Mannschaft starteten in der 1. Kategorie in Gruppe A. Nach drei Niederlagen (UdSSR, Polen, Schweden) und zwei Siegen (Rumänien, Belgien) erreichte sie Platz vier. Somit ging es in der Zwischenrunde um die Plätze 5 bis 8. Hier gewann sie gegen Jugoslawien 5:2, unterlag danach jedoch der ČSSR mit 2:5 und kam so auf Platz sechs.

### Damenmannschaft
Auch die deutschen Damen waren in die Gruppe A der 1. Kategorie eingeteilt und erreichten Platz drei. Sie gewannen gegen Rumänien, England und Dänemark, verloren aber gegen die UdSSR und Jugoslawien. Somit wurden sie Dritter und spielten um die Plätze 5 bis 8. Hier besiegten sie Frankreich und Ungarn jeweils mit 3:1, was Platz fünf bedeutete.

### Herreneinzel
- Jörg Roßkopf: in Runde 1 gesetzt, dann Sieg gegen Istvan Poljak (Jugoslawien), Jindřich Panský (ČSSR), Ding Yi (Österreich), Paul Haldan (Niederlande), Niederlage gegen Andrei Masunow (UdSSR)
- Georg Böhm: in Runde 1 gesetzt, dann Sieg gegen Kalinikos Kreanga (Griechenland), Niederlage gegen Mariano Lukov (Bulgarien)
- Ralf Wosik: Sieg gegen K. Nadesis (Griechenland), Jose Maria Pales Pon (Spanien), Nicky Mason (England), Niederlage gegen Jan-Ove Waldner (Schweden)
- Jürgen Rebel: Sieg gegen Mogens Sonnichsen (Dänemark), Niederlage gegen Andrzej Grubba (Polen)
- Steffen Fetzner: Sieg gegen Zsolt Harczi (Ungarn), Niederlage gegen Jean-Philippe Gatien (Frankreich)
- Peter Franz: Sieg in der Qualifikation gegen Pierre Campagnolle (Frankreich), dann Sieg gegen Ismail Hakki Özcelik (Türkei), Niederlage gegen Ilija Lupulesku (Jugoslawien)

### Dameneinzel
- Jin-Sook Cords: in Runde 1 kampflos, dann Sieg gegen Brigitte Thiriet (Frankreich), Niederlage gegen Valentina Popová (UdSSR)
- Katja Nolten: Niederlage gegen Szilvia Káhn (Ungarn)
- Olga Nemes: in Runde 1 gesetzt, dann Sieg gegen Katja Nieminen (Finnland), Maria Alboiu (Rumänien), Alena Šafářová (ČSSR), Niederlage im Viertelfinale gegen Fliura Bulatowa (UdSSR)
- Nicole Struse: in Runde 1 kampflos, dann Niederlage gegen Wang Xiaoming (Frankreich)
- Susanne Wenzel (Luxemburg/Deutschland)[1]: Sieg gegen Carole Dalrymple (Schottland), Niederlage gegen Zsuzsa Oláh (Ungarn)

### Herrendoppel
- Jörg Roßkopf/Steffen Fetzner: Sieg gegen Yves Maas/Daniel Wintersdorff (Luxemburg), Roberto Casares Sanchez/Mateo Civantos (Spanien), Alan Cooke/Carl Prean (England), Niederlage im Viertelfinale gegen Ilija Lupulesku/Zoran Primorac (Jugoslawien)
- Peter Franz/Ralf Wosik: Sieg gegen Diamantino Pinto/Joao Carlos Dias Portela (Portugal), Niederlage gegen Jan-Ove Waldner/Mikael Appelgren (Schweden)
- Georg Böhm/Jürgen Rebel: Sieg gegen John Broe/David Hannah (Schottland), Niederlage gegen Ding Yi/Vasile Florea (Österreich/Rumänien)

### Damendoppel
- Jin-Sook Cords/Nicole Struse: Sieg gegen Sarah Hurry/E. Mcliroy (Schottland), Miluse Kocova/Alena Šafářová (ČSSR), Niederlage gegen Csilla Bátorfi/Edit Urbán (Ungarn)
- Olga Nemes/Katja Nolten: in Runde 1 gesetzt, dann Sieg gegen Charlotte Polk/Pia Toelhoj (Dänemark), Fatima Isanovic/Vesna Ojstersek (Jugoslawien), Niederlage im Viertelfinale gegen Marie Hrachová/Renata Kasalová (ČSSR)
- Susanne Wenzel/Szilvia Káhn (Luxemburg-Deutschland/Ungarn)[1]: Sieg gegen M.Lopes/I.Lopes (Portugal), Niederlage gegen Marie Hrachová/Renata Kasalová (ČSSR)

### Mixed
- Peter Franz/Nicole Struse: Sieg gegen Didier Mommessin/Patricia Aubry (Frankreich), Niederlage gegen Jindřich Panský/Marie Hrachová (ČSSR)
- Jörg Roßkopf/Katja Nolten: Sieg gegen Dmitri Masunow/Raissa Timofejewa (UdSSR), Niederlage gegen Jean-Michel Saive/Karine Bogaerts (Belgien)
- Georg Böhm/Jin-Sook Cords: Sieg gegen Christian Martin/Brigitte Thiriet (Frankreich), Niederlage gegen Károly Németh/Gabriella Wirth (Ungarn)
- Ralf Wosik/Marie Svensson (Schweden): Sieg gegen Frank Boute/P. de Groot (Niederlande),  Niederlage gegen Boris Rosenberg/Valentina Popová (UdSSR)
- Steffen Fetzner/Olga Nemes: Sieg gegen Zsolt Kriston/Szilvia Káhn (Ungarn), Olivier Marmurek/Emmanuelle Coubat (Frankreich), Niederlage gegen Andrzej Grubba/Bettine Vriesekoop (Polen/Niederlande)
- Yves Maas/Susanne Wenzel (Luxemburg/Deutschland)[1]: Niederlage gegen Lorenzo Nannoni/Giorgia Zampini (Italien)

## Wissenswertes
- Ralf Wosik bestritt im Mannschaftskampf gegen Belgien sein 100. Länderspiel.[2]
- Die deutsche Susanne Wenzel spielte für Luxemburg.[1]
- Als erfolgreichste Aktive in den Mannschaftswettbewerben wurden Andrei Masunow und Fliura Bulatowa mit der JOOLA Trophy ausgezeichnet.[3]

## ETTU-Kongress
Parallel zu den Wettkämpfen trat der ETTU-Kongress zusammen. In Anwesenheit der Vertreter von 33 Verbänden wurde die Rumänin Ella Constantinescu als erste Frau zum ETTU-Vizepräsidenten gewählt. Peter Stellwag wurde Mitglied des Klassifikations-Komitees (1990 trat er wieder zurück.). Abgelehnt wurde der Antrag, auch Länder, die keine gemeinsame Grenze mit Europa haben, in die ETTU aufnehmen zu können. Motiviert war dieser Antrag mit der Absicht, Israel in die ETTU zu integrieren.

## Ergebnisse
| Wettbewerb        | Rang  | Sieger                                                                                   |
| ----------------- | ----- | ---------------------------------------------------------------------------------------- |
| Mannschaft Herren | 1.    | Schweden (Jan-Ove Waldner, Jörgen Persson, Erik Lindh, Mikael Appelgren, Ulf Bengtsson)  |
| Mannschaft Herren | 2.    | England (Desmond Douglas, Carl Prean, Alan Cooke, Skylet Andrew)                         |
| Mannschaft Herren | 3.    | UdSSR (Dmitri Masunow, Andrei Masunow, Boris Rosenberg, Vladimir Dvorak, Evgeni Brainin) |
| Mannschaft Herren | 4.    | Ungarn (Tibor Klampár, Zsolt Kriston, Zsolt Harczi, Miklos Somosi)                       |
| Mannschaft Herren | 6.    | Deutschland (Jörg Roßkopf, Ralf Wosik, Georg Böhm, Jürgen Rebel, Steffen Fetzner)        |
| Mannschaft Herren | 14.   | Österreich (Ding Yi, Stanislaw Fraczyk, Dietmar Palmi, Manfred Gsodam)                   |
| Mannschaft Herren | 20.   | Schweiz (Stefan Renold, Thierry Miller, Thomas Busin)                                    |
| Mannschaft Damen  | 1.    | UdSSR (Fliura Bulatowa, Elena Kowtun, Valentina Popová, Raissa Timofejewa)               |
| Mannschaft Damen  | 2.    | ČSSR (Marie Hrachová, Renata Kasalová, Alena Šafářová)                                   |
| Mannschaft Damen  | 3.    | Niederlande (Mirjam Kloppenburg, Bettine Vriesekoop)                                     |
| Mannschaft Damen  | 4.    | Jugoslawien (Jasna Fazlić, Gordana Perkučin)                                             |
| Mannschaft Damen  | 5.    | Deutschland (Olga Nemes, Katja Nolten, Jin-Sook Cords)                                   |
| Mannschaft Damen  | 19.   | Österreich (Barbara Wiltsche, Gerlinde Kaul)                                             |
| Mannschaft Damen  | 20.   | Schweiz (Brigitte Hirzel, Monika Frey, Pascale Rommerskirchen)                           |
| Herren Einzel     | 1.    | Mikael Appelgren (SWE)                                                                   |
| Herren Einzel     | 2.    | Andrei Masunow (UdSSR)                                                                   |
| Herren Einzel     | 3.–4. | Jan-Ove Waldner (SWE)                                                                    |
| Herren Einzel     | 3.–4. | Jörg Roßkopf (GER)                                                                       |
| Damen Einzel      | 1.    | Fliura Bulatowa (UdSSR)                                                                  |
| Damen Einzel      | 2.    | Otilia Bădescu (ROM)                                                                     |
| Damen Einzel      | 3.–4. | Renata Kasalová (ČSSR)                                                                   |
| Damen Einzel      | 3.–4. | Valentina Popová (UdSSR)                                                                 |
| Herren Doppel     | 1.    | Jan-Ove Waldner/Mikael Appelgren (SWE)                                                   |
| Herren Doppel     | 2.    | Ilija Lupulesku/Zoran Primorac (YUG)                                                     |
| Herren Doppel     | 3.–4. | Andrzej Grubba/Leszek Kucharski (POL)                                                    |
| Herren Doppel     | 3.–4. | Jörgen Persson/Erik Lindh (SWE)                                                          |
| Damen Doppel      | 1.    | Csilla Bátorfi/Edit Urbán (HUN)                                                          |
| Damen Doppel      | 2.    | Fliura Bulatowa/Elena Kowtun (UdSSR)                                                     |
| Damen Doppel      | 3.–4. | Maria Alboiu/Otilia Bădescu (ROM)                                                        |
| Damen Doppel      | 3.–4. | Marie Hrachová/Renata Kasalová (ČSSR)                                                    |
| Mixed             | 1.    | Ilija Lupulesku/Jasna Fazlić (JUG)                                                       |
| Mixed             | 2.    | Andrzej Grubba/Bettine Vriesekoop (POL/NED)                                              |
| Mixed             | 3.–4. | Ulf Carlsson/Edit Urbán (SWE/HUN)                                                        |
| Mixed             | 3.–4. | Călin Creangă/Otilia Bădescu (ROM)                                                       |